# 国鉄ワキ5000形貨車
国鉄ワキ5000形貨車（こくてつワキ5000がたかしゃ）とは、日本国有鉄道（国鉄）が1965年（昭和40年）から製作した 30 t 積の貨車（有蓋車）である。

## 概要
プレス加工鋼板を用いた近代的な車体構造を採用する大形有蓋車で、1965年（昭和40年）から1969年（昭和44年）にかけて1,515両（ワキ5000 - ワキ6514）が製作された。従前より小口貨物や混載貨物を主とする特急貨物列車に使用してきたワキ1形・ワキ1000形の後継となる形式で、1965年10月の国鉄ダイヤ改正から混載貨物を主とする特急貨物列車（最高速度 85 km/h ）で使用を開始した。

## 仕様・構造
※ 本節では前期形量産車の仕様について記述し、製作時期により異なる箇所については後節にて記述する。
積載荷重 30 t （パレット荷役時 25 t ）のパレット荷役対応2軸ボギー有蓋車で、先に製作された高速貨車ワキ10000形（試作車）の車体構造を基本として量産化したものである。本形式では台車重量が軽減され (9,000 kg → 7,800 kg) 車体重量を制約する要素が減少したことから、側扉にはプレス加工された普通鋼を用いている。自重はワキ10000形（量産車）とほぼ同一の 22 t である。
車体は外部構造を普通鋼製とし、側面の構体すべてを4分割の引戸とした「総開き構造」である。側面の室内側には妻構との吹寄部に隅柱を、側扉の合い位置には屋根を支える側柱を設け、側面すべてが開口部となる車体構造であることから、台枠は中梁中央部の高さを増した魚腹構造として強度を確保している。屋根は室内側に垂木とハードボード製天井板を設けた丸屋根である。側面の「鴨居」部には雨樋を設け、後年製作の車両では妻面の向かって左側に1本の「竪樋」を追設した。外部塗色は側扉を含めた車体全体を とび色2号 としている。
室内は6本1組の脱着可能なパイプを左右の側柱に渡した「中仕切り」により4つの区画に仕切ることができる。仕切りパイプを外して側柱最上段に収納することで、パレットを用いない一般貨物の積載にも対応している。床板は 4.5 mm 厚の鋼板である。床面積は 35.6 - 35.9 m2 で、1,100 mm 角の T11 形平パレットを24枚積載できる。

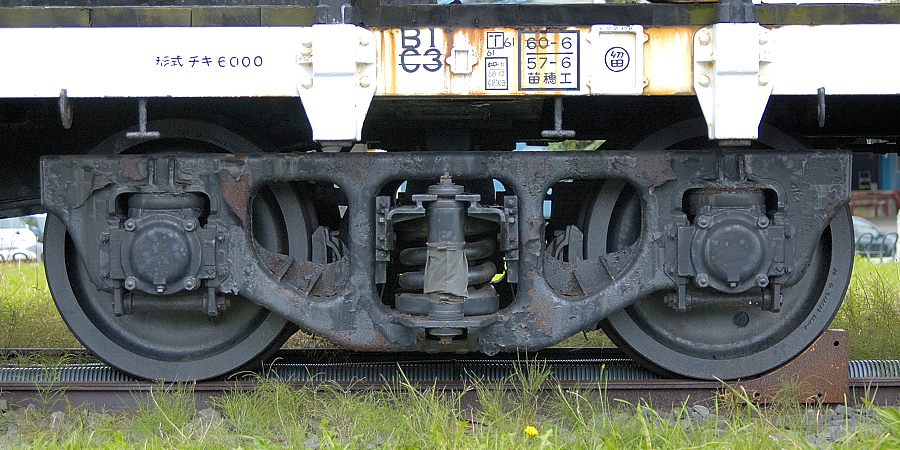
TR63F形台車（チキ6000形）
TR63B形の基礎ブレーキ装置を片押し式に改造したもの
（小樽市総合博物館 2007年10月）

台車は 85 km/h 系の TR63B 形で、チキ5000形（初代）量産車の TR63 形を本形式の使用条件に適合させたものである。枕ばねは2重コイルばねで、左右1対のオイルダンパとともに枕梁を介して車体を弾性支持する。「繋ぎ梁」で左右を結合した鋼板溶接構造の台車側枠、円筒コロ軸受を用い防振ゴムで弾性支持された軸箱装置、鋳鉄制輪子を用いた両抱き式の基礎ブレーキ装置など、基本構造はチキ5000形（初代）のものと共通であるが、本形式では台枠中梁の魚腹形状部が台車の基礎ブレーキ装置と干渉するため、基礎ブレーキ装置のブレーキ横梁を台車心皿寄りに移設している。
ブレーキ装置は制御弁に A 動作弁を採用し、積車時と空車時とでブレーキ力を2段階に切替する「積空切替」機能を搭載する。これはチキ5000形（初代）- コキ5500形と同一のもので、初期の車両では積空切替を手動式としたが、後年の車両では種々の積空自動切替機能が付加された。留置ブレーキは両側の側面に足踏み式のブレーキテコを設けるが、ワキ10000形量産車と異なり車両端部に設置される。最高速度は 85 km/h である。連結器は国鉄の客車・貨車に汎用的に用いられる並形自動連結器で、緩衝器はゴム式である。

## 製作時期別詳説

### 前期形
- 先行量産車

1965年（昭和40年）に100両（ワキ5000 - ワキ5099）が川崎車輛、富士車輌、ナニワ工機、日立製作所 にて製作された。
車体構造をワキ10000形試作車の仕様に準拠して製作した区分で、屋根は天井板を併設する丸屋根、妻面の「竪樋」は装備しない。普通鋼製の側扉には下部両端に開閉用の戸車を設ける。台枠の中梁魚腹部には縦補強を片側6本設ける。車体の塗装色は黒であった。
ブレーキ装置はチキ5000形（初代）の仕様に準拠し、A 動作弁と UC 形差動シリンダとを用いた ASD 方式（積空切替式自動空気ブレーキ）を装備する。積車時と空車時とで差動シリンダへの圧縮空気流入経路を切り替え、シリンダの有効断面積を変えることでブレーキ力の切替をおこなう方式で、切替は H 積空切替弁の手動操作による。留置ブレーキは片側のみの側面に足踏み式のブレーキテコを設ける。これらのブレーキ装置は本区分特有の仕様であり、後年に量産車と同一の積空自動切替方式・留置ブレーキ両側装備に改造されている。
- 量産車

1965年（昭和40年） - 1966年（昭和41年）に235両（ワキ5100 - ワキ5184, ワキ5265 - ワキ5414）が日本車輌製造、輸送機工業、川崎車輛、富士車輌、ナニワ工機にて製作された。
車体の基本構成は先行量産車と同一であるが、強度向上を企図して屋根の材質を耐候性高張力鋼に変更している。側扉は戸車の位置を中央寄りに移設し、雨樋は妻面向かって左側に「竪樋」を1本追設した。台枠は中梁魚腹部の縦補強を片側2組に削減した。
ブレーキ装置は積空切替を自動化した。これは台車枕ばねの撓み量を検知する荷重検知器を用いて P 切替弁を制御し、差動シリンダへの圧縮空気流入経路を切替する方式である。留置ブレーキは増設され、側面の両側に設置する。
連結器は本体の強度を向上し、緩衝器の容量を拡大している。台車は形式の変更はないが、走行性能向上のため枕ばねの特性を変更している。

- TR63D 形台車装備車

1965年（昭和40年）に80両（ワキ5185 - ワキ5264）が川崎車輛、富士車輌、ナニワ工機にて製作された。
量産車の台車のみを TR63D 形台車に変更した区分である。新幹線電車の使用済車軸を検査のうえで再使用したもので、車軸の大径化に対応した大形の軸受を用いる必要から、台車側枠の「軸箱守」部の形状を変更している。
台車以外の各部仕様は量産車と同一である。

### 後期形

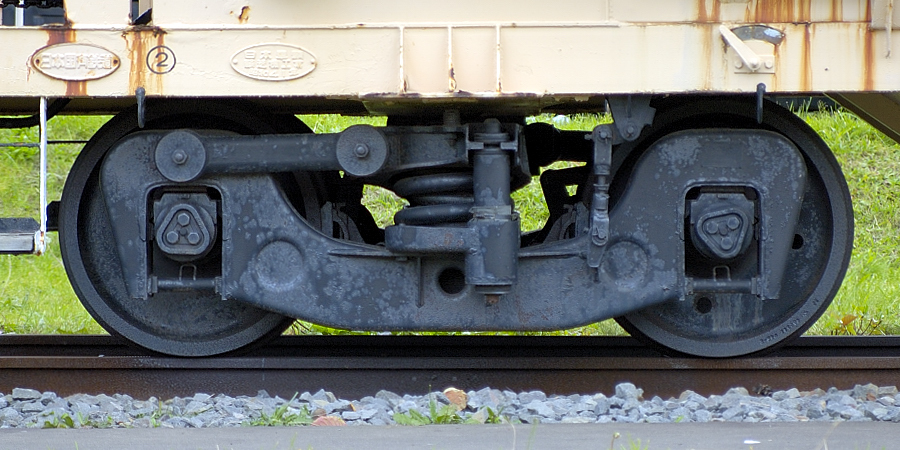
TR211形台車（ホキ2200形）
TR220形は本形式の側梁両端に張出部を設けたもの
（2007年10月、小樽市総合博物館）

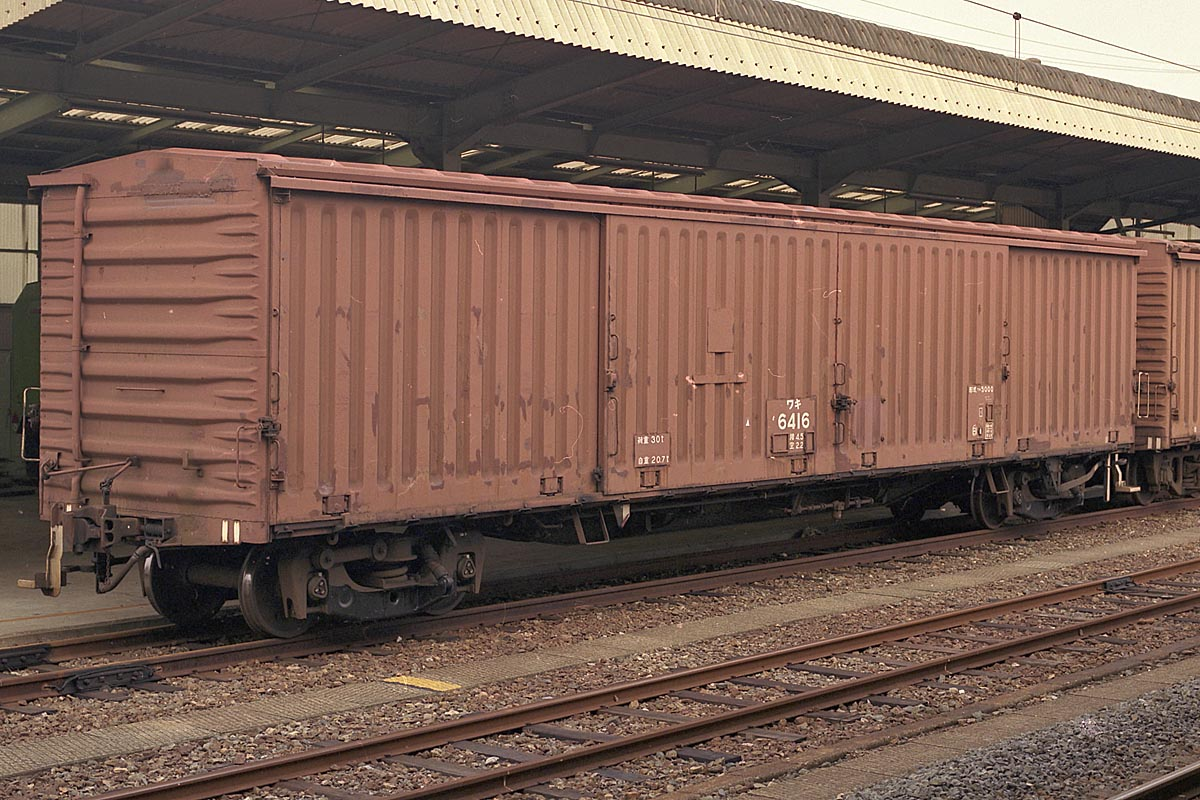
ワキ6416（1992年撮影）

- 量産車

1966年（昭和41年） - 1968年（昭和43年）に817両（ワキ5415 - ワキ6231）が川崎車輛、富士車輌、ナニワ工機、日本車輌製造、輸送機工業、汽車製造にて製作された。
屋根をプレス加工鋼板に変更し、天井板を廃して断熱材を直接吹付する工法が採用された。軽量化と製作工数低減のための設計変更で、屋根形状は前期形の丸屋根から中央部が高い角屋根に変更された。床面積は前期形と同一であるが、内容積は 89.6 m3 （パレット使用時 59.5 m3）に拡大した。これは同時期に製作されたワキ10000形と同一の変更である。
台車・ブレーキ装置の仕様は前期形量産車と同一である。
- TR220 形台車装備車

1969年（昭和44年）に3両（ワキ6232 - ワキ6234）が汽車製造にて製作された。
TR63 系台車の基礎ブレーキ装置で顕在化した種々の問題解決を企図し、試作台車の TR220 形を装備して落成した区分である。これはホキ2200形ホッパ車で量産化された 85 km/h 系台車 TR211 形の基礎ブレーキ装置を「両抱き式・鋳鉄制輪子」仕様に変更したもので、鋼板溶接組立による弓形状の台車側梁・密封形コロ軸受・「軸箱守」を廃して摺動部をなくした「鞍案内式」の軸箱支持方式などは TR211 形と共通の仕様であるが、制輪子を装架する張出部が台車側枠に追加されている。
台車以外の仕様は後期形量産車と同一である。台車は後年に一般の TR211 系に交換されている。
- TR216A 形台車装備車

1969年（昭和44年）に330両（ワキ6235 - ワキ6514）が汽車製造、日本車輌製造、輸送機工業、川崎重工業、富士車輌、ナニワ工機、三菱重工業にて製作された。
ブレーキ装置の比較試験結果に準拠し、台車とブレーキ装置に大規模な変更がなされた区分である。
台車は TR216A 形に変更された。これは TR211 形の枕梁を耐摩レジンを用いた全側受支持方式に変更し、オイルダンパは台車側枠の取付座を突出させた「斜め取付」として、上下方向のみならず左右方向の車体振動や蛇行動の抑制を企図したもので、基礎ブレーキ装置は比較試験で性能が実証されたレジン制輪子対応の片押し式である。
ブレーキ装置は積空切替機構の設計変更がなされ、ARSD 方式（中継弁付積空切替式自動空気ブレーキ）が採用された。これは従来用いられた差動シリンダを廃し、荷重検知器と中継弁を用いてブレーキシリンダへの圧縮空気流量を直接制御する方式で、ブレーキシリンダは差動機能をもたない単圧式のゴム製ダイヤフラムに変更された。
車体は後期形量産車と同一の仕様であるが、最終製作分の280両（ワキ6285 - ワキ6514）では側扉が改良され、戸車をテフロン樹脂製に変更し、摩耗した戸車の在姿交換を可能とする点検口が追加されたほか、引戸錠を強度向上形に変更している。

## 改造

### TR63 形台車ブレーキ装置改造
TR63 形台車の基礎ブレーキ装置は鋳鉄製の制輪子で車輪の両側を制動する「両抱き式」が採用され、ブレーキ引棒の調整はネジ式であった。この機構は構成部品が多く、各部品連結部の摩擦増大によるブレーキ操作の機動性低下、運用中の振動が金属疲労を加増し部品の破壊を惹起するなどの欠点が顕在化した。
この欠点を解消するためブレーキ装置の改修が企図され、本形式で TR220 形台車、コキ5500形で TR211A 形台車が試用された。試用の結果、摩擦係数の高いレジン製制輪子・部品点数削減のための「片押し式」基礎ブレーキ装置の基本性能が実証され、以降の製作車両にはこれら新仕様の基礎ブレーキ装置を用いた TR216A 形台車が採用された。
従前より使用してきた TR63 系台車についても、この試用結果に基づき基礎ブレーキ装置の改造が実施された。同系台車を装備する全車を対象とし、従来の基礎ブレーキ装置を「片押し式・レジン制輪子対応」のものに更新する内容で、台車側枠は不要となる外側の制輪子装架部を切断している。改造後の台車形式は TR63F 形・TR63DF 形に変更された。

### オートバイ輸送対応車
物資別適合貨車の一種で、本田技研工業鈴鹿工場からのオートバイ出荷用に名古屋鉄道管理局が、ヤマハ発動機からのオートバイ出荷用に静岡鉄道管理局が、それぞれワキ5000形の改造を行っていた。
名古屋鉄道管理局のものは、1966年（昭和41年）に名古屋工場でまずワキ5086を改造し、その結果を受けて1967年（昭和42年）3月にさらにワキ5000 - ワキ5003、ワキ5181 - ワキ5184、ワキ5206 - ワキ5209の合計12両が同じく名古屋工場で改造された。改造内容はオートバイを2段に積載できるようにするため、床からの高さ1,160 ミリの位置に中間床を設けたものである。これにより50 ccまたは65 ccのバイクを上下段それぞれ56台ずつ、合計112台積載できるようになっている。緊締方式も独自のものが工夫された。破損を防ぐために突放禁止扱いとされた。工場に近い加佐登駅常備として、博多港駅・長町駅への輸送が行われていた。1972年（昭和47年）・1973年（昭和48年）の両年に7両がワキ7000形へ再改造されている。
静岡鉄道管理局のものはワキ5210を改造したもので、同じく名古屋工場で1967年（昭和42年）に改造を行った。中間床を設置する点は同じである。緊締方式は名古屋鉄道管理局とは異なる方式を採用し、実際に博多港駅まで輸送する試験を行ったが、こちらは実際には採用されなかった。静岡鉄道管理局ではこの後、ワム80000形の改造でオートバイ輸送を行っている。

### ワキ7000形
上述した名古屋鉄道管理局改造のワキ5000形のうち、ワキ5000、ワキ5001、ワキ5003、ワキ5181、ワキ5184、ワキ5206、ワキ5207は1972年（昭和47年）・1973年（昭和48年）の両年で名古屋工場で再改造し、形式を区分してワキ7000形となっている。1972年（昭和47年）中に改造されたものも、実際に形式が区分されたのは1973年（昭和48年）からである。番号はワキ7000 - ワキ7006である。
改造元のオートバイ輸送用ワキ5000形では、中間床が固定されているためにオートバイを輸送した帰路に他の貨物を積載する目的に使いづらいことと、狭い車内でオートバイの固定作業を行わなければならないという欠点があった。このため中間床は撤去され、代わりにパレットにオートバイを固定した上で、車内の棚受けに載せる構造とした。パレットは上下段とも8枚ずつ搭載し、1枚に7台のオートバイを積載して改造前と同じく1両あたり112台のオートバイを搭載できる。
改造前と同じように加佐登駅常備で主に博多港駅への輸送に用いられた。しかし国鉄の貨物輸送の運賃制度がこうした完成品輸送には割高になってしまうことなどから、結局昭和50年代には輸送が打ち切られた。1981年（昭和56年）に名古屋工場で復元改造を受けてワキ5000形に戻され、元のラストナンバーに続けてワキ6515 - ワキ6521となっている。

### 室内整備施工車
新聞印刷などに用いるロール紙輸送に専用するため、室内の改装を施した車両である。後期形を対象とし、1985年（昭和60年）から国鉄の各工場で325両が改造され、北海道 - 本州間の専用列車に用いられた。
改造は床面の強化と室内突起物の撤去が主で、床板は 25 mm 厚のアピトン材に変更された。改造車は車両番号を「原番号＋30000」の付番基準で変更し、35000番台として区別した。台車・ブレーキ装置の変更はない。

## 運用の変遷

### 国鉄時代
1987年の国鉄分割民営化では北海道旅客鉄道（JR北海道）に1両、西日本旅客鉄道（JR西日本）に2両、日本貨物鉄道（JR貨物）に1,300両の計1,303両が承継された。

### JR移行後

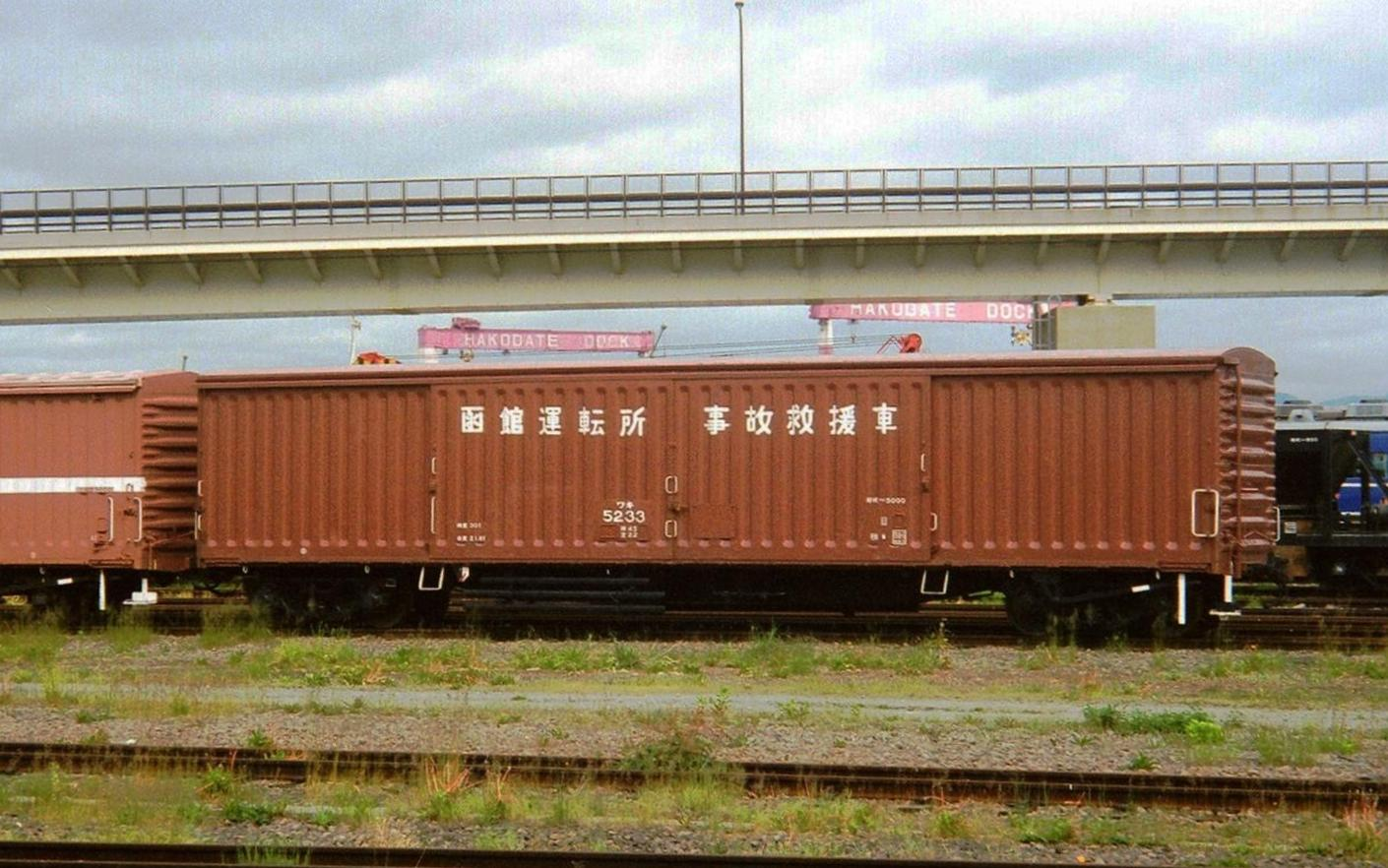
JR北海道のワキ5233。救援車代用として使用される（2000年撮影）

JR貨物では混載貨物や紙輸送を主とする専用貨物列車に引き続き本形式を使用し、1988年（昭和63年）3月の青函トンネル開通以後は津軽海峡線を経由して本州 - 北海道を直通する運用が設定された。苫小牧から首都圏（小名木川駅）関西圏（梅田駅）まで運用され、復路は雑貨類を積載し札幌貨物ターミナル駅まで運用された。
本形式やワム80000形を用いた車扱専用列車は、復路はごく少量の雑貨類を積載するのみで大半を空車で返送する運用実態が常態化しており、輸送効率や車両経年の見地から早期の解消が企図された。本州 - 北海道系統の紙輸送列車についてはコンテナ化の方針が決定され、多様な荷姿の雑貨類積載を考慮して側面を「総開き構造」とした 30A 形コンテナ (20 ft) が1990年に開発された。1991年（平成3年）3月には首都圏方面の列車がコンテナ化され、関西圏方面の列車も1993年（平成5年）にコンテナ化され、本形式による北海道方面の車扱輸送が終了している。
最後まで残存した北越製紙向けの焼島 - 隅田川間の専用貨物列車は1997年（平成9年）8月までにワム80000形に置替えられ、本形式は事実上用途を喪失した。翌1998年（平成10年）3月までに在籍車は8両にまで減少し、最後まで残存した3両が2002年（平成14年）3月に廃車され、JR貨物所属車は消滅した。

旅客2社承継の3両はいずれも事業用車（救援車）代用のもので、JR北海道では函館運輸所に1両（ワキ5233）、JR西日本では岡山電車区（岡山操車場常備）に1両（ワキ5677）広島支社（広島運転所常備）に1両（ワキ5245）を配置した。広島支社配置の1両は1991年（平成3年）3月に、岡山電車区配置の車両は2009年（平成21年）5月にそれぞれ廃車され、最後まで残存した函館運輸所配置の1両が2018年（平成30年）6月30日付で廃車され、形式消滅した。

## 同形車

### 秩父鉄道ワキ800形

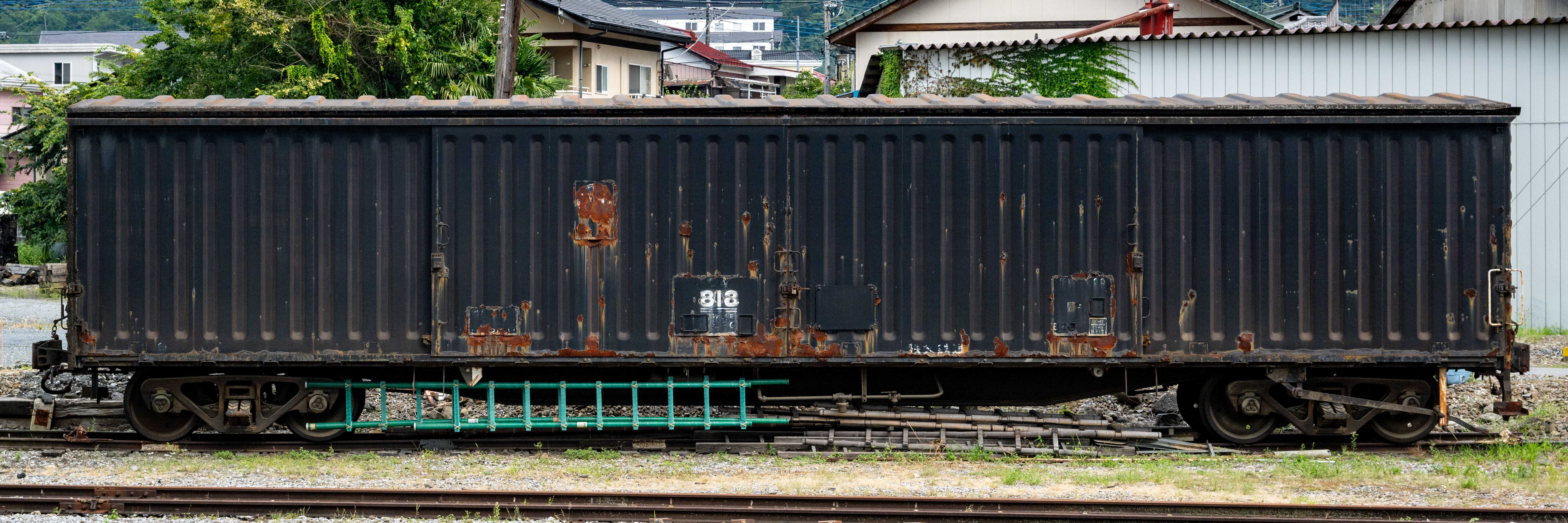
秩父鉄道ワキ800形式、ワキ813

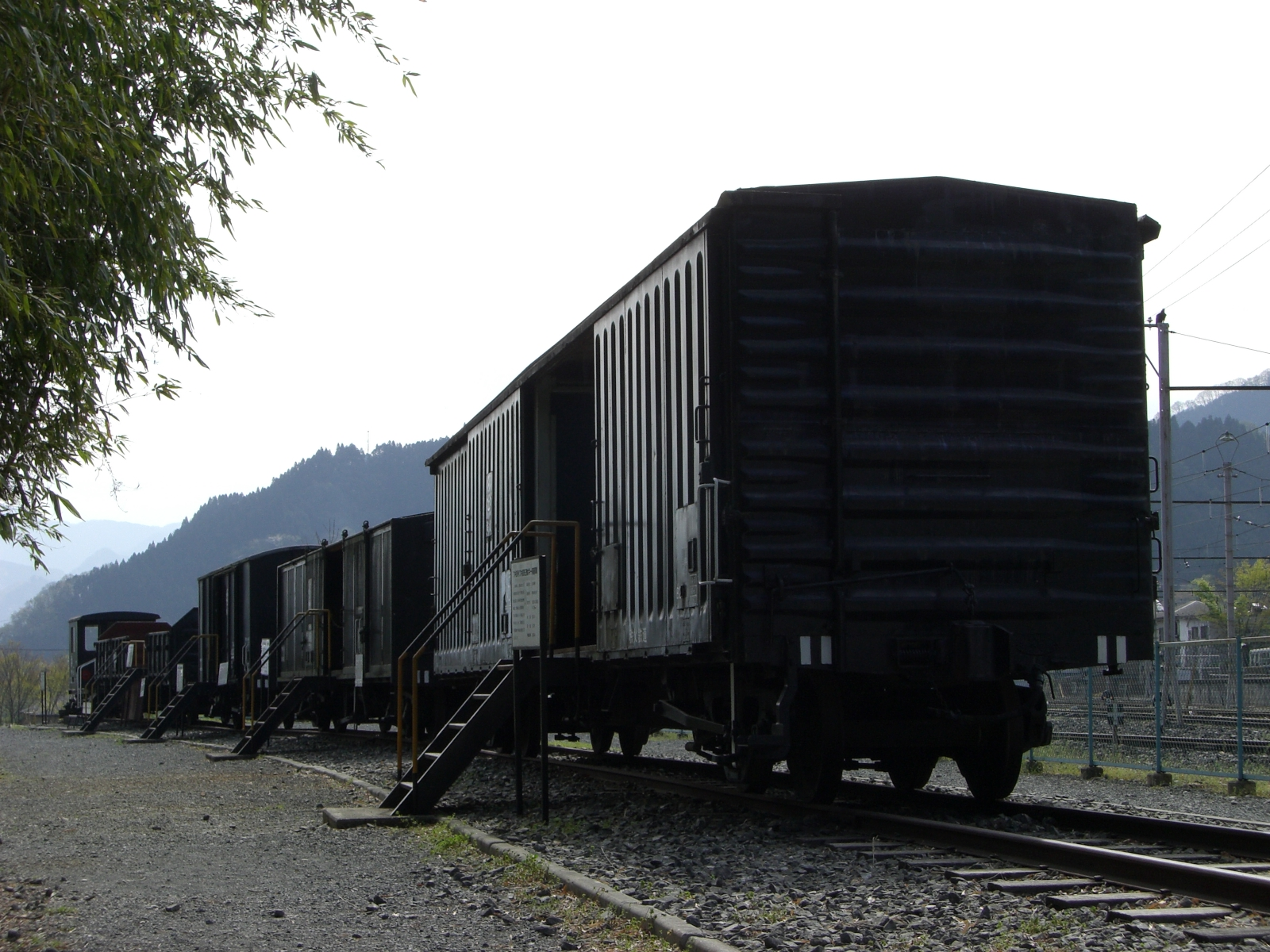
ワキ824

秩父鉄道のワキ800形は、1968年（昭和43年）に55両（ワキ801 - ワキ855）が日本車輌製造等で製造された、国鉄ワキ5000形の同形車である。袋詰めセメント輸送用として、荷重は31トンであった。国鉄直通認可を受け、東武鉄道東上線の下板橋駅、伊勢崎線の業平橋駅、上信電鉄上信線の南高崎駅まで等の運用に1988年（昭和63年）まで使用された。車体は、ワキ5000形の後期製造車に相当するが、台車はベッテンドルフ式一体鋳鋼台車のTR209Bで異なっていた。塗色も黒一色であった。
運用終了後、ワキ824が三峰口駅併設の秩父鉄道車両公園に保存されていたが、他の保存車両共々雨ざらしであったために痛みが進行しており、同施設の閉園およびリニューアル事業により2019年5月から7月にかけて全保存車が解体処分された。
2024年現在、ワキ813が倉庫代用として秩父駅構内に留置されている。

### 南アフリカ国鉄向け輸出車両
国内での実績が評価された事から、1966年に汽車製造で製造された20両の同型車両が南アフリカ国鉄へ輸出された。車体構造や台車はワキ5000形と同一だが連結器や制動装置（真空ブレーキ）は南アフリカ国鉄の基準に合わせた設計となっている。